# Karaburma
Karaburma (en serbe cyrillique : Карабурма) est un quartier de Belgrade, la capitale de la Serbie. Il est situé dans la municipalité de Palilula.
Karaburma est un quartier résidentiel, l'un des plus peuplés de la capitale serbe ; il compte 34 343 habitants répartis dans plusieurs communautés locales[réf. nécessaire].
Selon une étymologie populaire, le nom de Karaburma viendrait du turc et signifierait « l'anneau noir », laissant supposer que le secteur était alors interdit ou soigneusement évité par la population. En revanche, les cartes ottomanes et autrichiennes lui donnent le nom de Kajaburun (Kaya-burun), ce qui, en turc, signifie « le cap rocheux ».

## Localisation
Karaburma est située entre les quartiers de Zvezdara (au sud), Bogoslovija (à l'ouest), Ada Huja (au nord), Rospi Ćuprija (à l'est) et Ćalije (au sud-est). Sa limite méridionale est constituée par la rue Dragoslava Srejovića, qui sert également de frontière entre les municipalités de Palilula et de Zvezdara. Sa limite septentrionale  est la rue Višnjička et, à l'est, le Mirijevski bulevar (le « boulevard de Mirijevo »).

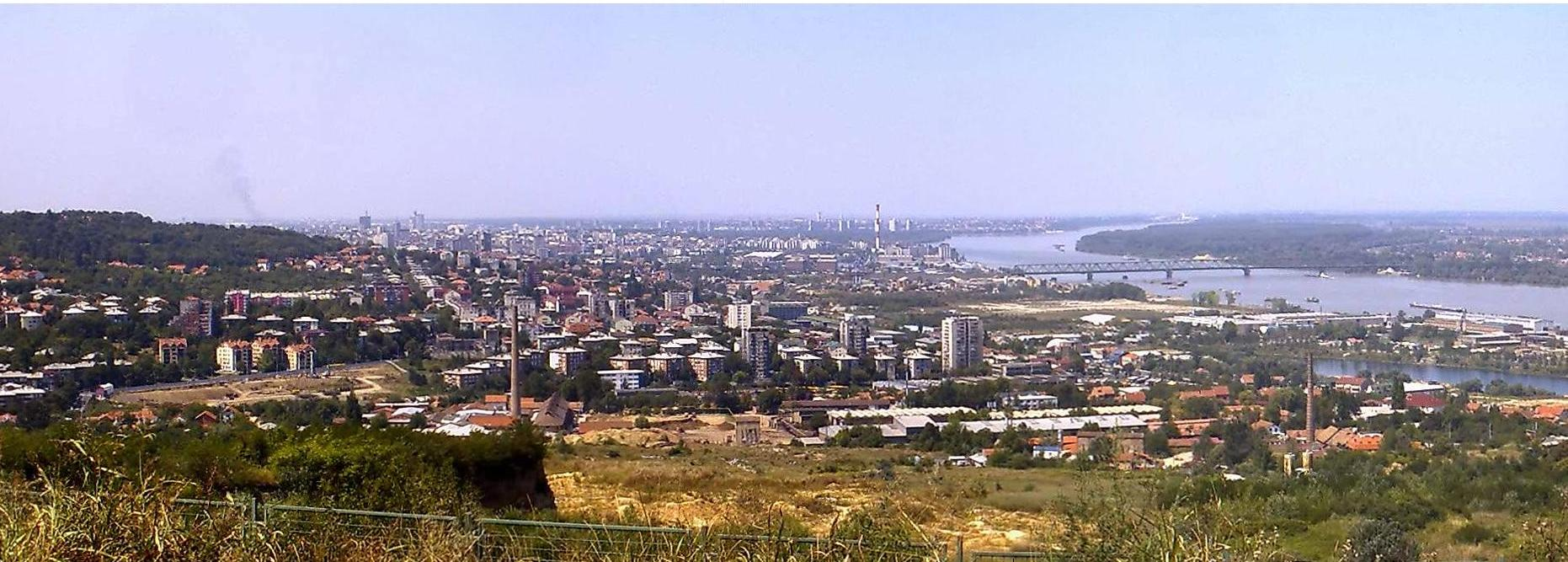
Vue générale de Karaburma

## Histoire
Karaburma formait autrefois un cap pénétrant dans le Danube. Quand l'île voisine de Ada Huja fut reliée à la terre ferme et devint une péninsule, le secteur de Karaburma, autrefois situé sur la rive droite du Danube, s'est retrouvé à plusieurs centaines de mètres du fleuve.
Sur le territoire de l'actuelle Karaburma, des archéologues du musée de la ville de Belgrade ont mis au jour des nécropoles, des objets et des vestiges remontant au chalcolithique, à l'âge du bronze et l'âge du fer ; le lieu de ces découvertes, appelé « Karaburma préhistorique », qui confirme l'occupation ancienne du territoire de la capitale serbe, est aujourd'hui inscrit sur la liste des sites archéologiques protégés de la république de Serbie et sur celle des biens culturels de la ville de Belgrade. Des vestiges remontant aux Celtes et, plus tard, à la localité romaine de Singidunum ont été trouvés à proximité du quartier de Karaburma et du quartier voisin de Rospi Ćuprija. On y a notamment mis au jour une nécropole riche de nombreux artéfacts, ainsi que des éléments de l'ancienne forteresse (dunum), si bien que l'on pense que l'ancienne localité était située à l'emplacement de l'actuel quartier.
Par la suite, pendant des siècles, le secteur resta une zone marécageuse. Des sources thermales, aujourd'hui disparues, répandaient de la vapeur le long du Danube et réchauffaient les eaux, si bien que le marécage était plongé dans un brouillard permanent[réf. nécessaire]. Au XIXe siècle, le prince Miloš Obrenović fit de Karaburma l'emplacement officiel pour l'exécution des sentences de mort et le quartier conserva cette fonction jusqu'en 1912, renforçant ainsi sa mauvaise réputation.
Jusqu'à l'extension de Belgrade après la Première Guerre mondiale, Karaburma resta habitée de manière éparse. Le quartier est aujourd'hui devenu un secteur moderne, situé à proximité du centre-ville de Belgrade.
Le 1er septembre 1955, Karaburma est devenue l'une des municipalités de Belgrade, mais, le 3 janvier 1957, elle fut incorporée dans la municipalité de Palilula.

## Sous-quartiers
Le quartier de Karaburma est composé de plusieurs sous-quartiers : la partie occidentale est appelée Stara Karaburma (« l'ancienne Karaburma ») et la partie occidentale Karaburma-Dunav ou Nova Karaburma (« Karaburma-Danube » ou « la nouvelle Karaburma »). Le sud-est du quartier, qui forme une pointe jusqu'à Ćalije, est également connu sous le nom de Karaburma II.

## Caractéristiques

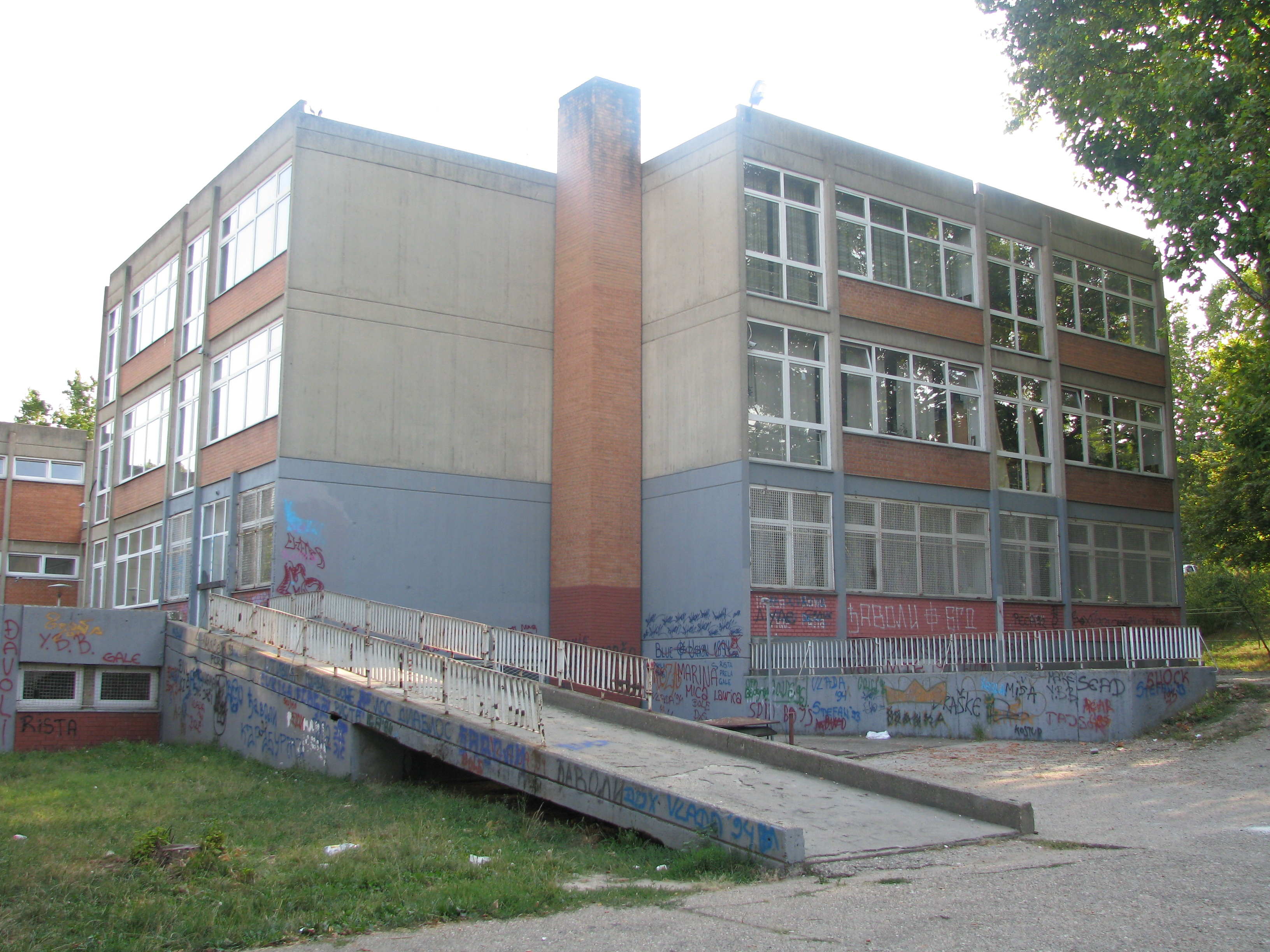
L'école Filip Višnjić

Cinq écoles élémentaires se trouvent dans le quartier de Karaburma : l'école Filip Višnjić, l'école Jovan Popović, qui a ouvert ses portes en 1954, l'école Stevan Dukić, créée en 1964, l'école Dr Arčibald Rajs, créée en 1962 et l'école Jovan Cvijić, dont l'origine remonte à 1923. La bibliothèque Stara Karaburma, antenne de la bibliothèque Milutin Bojić, est ouverte 50 rue Višnjička.
L'équipe de football de l'OFK Belgrade (Omladinski fudbalski klub Beograd, le « Club de la jeunesse de Belgrade »), dont l'origine remonte à 1911 et qui participe au championnat de Serbie de football, a son siège dans le quartier, dans son stade attitré, l'Omladinski stadion ; inauguré en 1957, le stade dispose d'une capacité de 19 100 places, dont 10 600 places assises
Un marché de fruits et de légumes se tient à Karaburma, rue Uralska.

La colline de Zvezdara et le quartier de Karaburma vus du nord